# Perlový králík
Perlový králík (německy: Perlfeh) je malé plemeno králíka původem z Německa. Jeho divokým předkem je králík evropský. Jedná se o plemeno pouze neznámé, jehož chovatele lze najít pouze v rodné zemi; Německu. Jinak je ale perlový králík významné plemeno, díky němuž vznikl fenomén zvaný pepř a sůl, tedy zbarvení s rovnoměrně rozmístěnými světlými a tmavými konečky pesíků.

## Historie
Historie plemene perlový králík se začala psát okolo 20. let 20. století v Německu. V té době vzniklo křížením havanského králíka, marburského králíka a další místních králíků nové plemeno. Hlavním cílem bylo vyšlechtit králíka se srstí, jakou má poddruh veverky obecné žijící ve Finsku. Právě ta mívá zbarvení dnes zvané jako pepř a sůl. Šlechtitelů perlového králíka bylo hned několik, ale největší podíl na současném vzhledu tohoto plemene měl pravděpodobně Karl Hoffmann z Düsseldorfu. Postupně došlo několik šlechtitelů ke stejným výsledkům jako Hoffmann a zakládali tak vlastní plemena, ta byla ale všechna nakonec sloučena pod pojem perlový králík.
Co se obliby týče, pak se perlový králík řadí mezi méně populární a tím pádem i k méně rozšířeným plemenům. Avšak v Německu se jedná o plemeno poměrně známé a na evropské výstavě 2012 v Lipsku bylo vystaveno celkem 174 kusů perlových králíků. V Česku se nachází několik menších chovatelů, avšak oproti Polsku nebo Slovensku si v jejich chovu vede Česká republika velmi dobře.

## Popis
Perlový králík je plemeno malého rámce s krátkou, klasickou srstí. Hmotnost dospělých jedinců se pohybuje od 2,50 kg do 3, 25 kg, ideální hmotnost je rovné 3 kg. Vnější znaky jsou podobné, jaké můžeme vidět i u jiných menších plemen králíků; záď musí být pěkně zaoblená, nohy dobře osvalené a spíše kratší, kůže musí přiléhat a nevytvářet lalůčky a dále také zevní pohlavní orgány musí být dobře vyvinuté. Uši jsou 9–10 cm dlouhé, vzpřímené a pevné. Srst je hustá, pružná s délkou chlupu do 3cm. Barva krycího chlupu je typickým znakem plemene, někteří ji popisují jako tzv. divoce modrou. Oproti divoce zbarveným králíkům je ale nahnědlá barva nahrazena šedomodrou. Výrazné olemování uší je tmavě modrošedé. Tmavé a světlé konce pesíků by měly být rovnoměrné rozmístěné. Právě jejich nerovnoměrné rozmístěním je častou vadou. Za vadu je brána i světlejší podsada.

## Chov
Perlový králík není na chov příliš náročný, stejně jako jiná malé plemena králíků domácích. Nevyžaduje příliš pohybu ani zaměstnání a je vhodný i pro celoroční chov venku. Mláďata se vyvíjí velmi rychle. Samotné maso perlových králíků je měkké a šťavnaté, avšak tito králíci se nikdy na maso nechovali, především proto, že masa z nich je málo. Skutečná masná plemena, například německý obrovitý strakáč, mají minimálně 5 kg a mají hodně masa, čemuž nemůže ani tříkilový perlový králík konkurovat.